# Іридоїд
Іридоїд (рос. иридоид, англ. iridoid) — циклічний монотерпеноїд, молекула якого має інданний скелет (1-ізопропіл-2,3-диметилциклопентан). Є летким компонентом ефірних олій, характеризується широким спектром біологічної дії (протигрибкова, антимікробна, гіпотензивна, жовчогінна тощо).